# Dance!
Dance! é uma telenovela uruguaia produzida pela rede Canal 10 entre agosto e dezembro de 2011. Tem por argumento a história da vida de quatro mulheres de gerações diferentes, tendo como base a música e o teatro. No mundo lusófono, está sendo exibida em Portugal, pela SIC desde 1 de Dezembro de 2012, substituindo O mundo de Patty.

## Enredo
Miranda e Gala são meias-irmãs e rivais ao mesmo tempo, Miranda é a mais velha, uma dançarina talentosa que seu sonho é ser uma cantora, mas para agradar sua família, é proibida de prosseguir sua paixão. Gala é a irmã mais nove, rebelde e bonita. O pai de Miranda, Ricardo, é um político influente que esteve ausente durante parte de sua vida, vivendo num sub mundo afastado. o pai de Gala. Jimmy(Jaime) é dono de um casino de jogos ilegais que no fim muda a sua vida para agradar a mãe das adolescentes (Pekas). As irmãs, juntamente com os seus amigos e colegas na Academia, vão refletir sobre os seus dramas, aventuras e as muitas mudanças vividas pela sua geração, encontrando os primeiros amores e decepções.

## Elenco
| Ator              | Personagem                            |
| ----------------- | ------------------------------------- |
| Eva De Dominici   | Gala Redondo                          |
| Justina Bustos    | Miranda Redondo                       |
| Isabel Macedo     | Laura Redondo                         |
| Mónica Galán      | Estela Redondo                        |
| Maxi Ghione       | Jimmy Pereyra                         |
| Juan Gil Navarro  | Ricardo Gutiérrez                     |
| Cristina Alberó   | Sandra                                |
| Mirella Pascual   | Gabe (Gabi, na versão portuguesa)     |
| Pablo Robles      | Mickey                                |
| Braian Evans      | Emiliano                              |
| Augusto Schuster  | Nacho (Inácio, na versão portuguesa)  |
| Francisco Donavan | Teo                                   |
| Gonzalo Decuadro  | Rama                                  |
| Thelma Fardín     | Renata                                |
| Chachi Telesco    | Violeta                               |
| Rodrigo Raffetto  | Javier (Xavier, na versão portuguesa) |
| Pablo Arias       | Siro                                  |
| Jimena Sabaris    | Vicky                                 |

### Dobragem portuguesa
Em Portugal, tal como acontecia com O mundo de Patty, a série é totalmente dobrada para português (incluindo as canções), contando com uma equipa de atores dobradores de 36 pessoas, entre elas: Sara Ventura (Gala), Joana Castro (Pekas), Joana Campelo (Miranda), Rui Quintas (Diretor de Dobragem) e Cucha Carvalheiro (Estela Redondo).

## Prêmios e indicações

### Prêmio Telemedios
| Ano  | Categoria       | Resultado | Ref   |
| ---- | --------------- | --------- | ----- |
| 2011 | Melhor ficção   | Venceu    | [ 7 ] |
| 2011 | Melhor produção | Venceu    | [ 7 ] |

### Prêmio Iris
| Ano  | Categoria     | Resultado | Ref   |
| ---- | ------------- | --------- | ----- |
| 2012 | Melhor ficção | Indicado  | [ 8 ] |